# Пляж Баньє
42°38′29″ пн. ш. 18°06′57″ сх. д. / 42.641389° пн. ш. 18.115833° сх. д.
Баньє (хорв. Banje) — найбільш відомий і популярий пляж у Дубровнику.
Пляж розташований у безпосередній близькості від Старого міста у східному напрямку, між Дубровницьким готелем Excelsior і Лазаретами.
Пляж гальковий і збагачений усіма можливими зручностями, які можуть мати сучасні пляжі.
Грозовий сироко 16 грудення 2017 року викинув на пляж протикорабельну міну часів Другої світової війни масою 800 кг, яку протягом доби вилучили працівники поліції.